# Johannes Moller
Johannes Moller, född den 17 februari 1661 i Flensborg, död där den 2 oktober 1725, var en dansk litteraturhistoriker.
Moller var rektor vid sin födelsestads lärdomsskola. Han skrev ett lärt arbete, Cimbria litterata, en förteckning på författarna från Slesvig och Holstein samt deras verk. Det utkom i Köpenhamn i tre folioband 1744.